# Bomal RFC
Bomal RFC was een Belgische voetbalclub uit Bomal. De club was aangesloten bij de KBVB met stamnummer 3205 en had rood en wit als kleuren. De club speelde in haar bestaan enkele seizoenen in de nationale reeksen.

## Geschiedenis
Reeds in de eerste decennium van de 20ste eeuw waren voetbalploegen actief in Bomal. De huidige club sloot zich in 1941 aan bij de Belgische Voetbalbond, waar men stamnummer 3205 kreeg toegekend. Men ging er in de provinciale reeksen spelen.
FC Bomal bleef in provinciale reeksen actief tot men in 1966 voor het eerst kon promoveren naar de nationale Bevorderingsreeksen, het vierde niveau. Het eerste seizoen in Vierde Klasse eindigde men echter allerlaatste in zijn reeks en zo zakte men in 1967 weer naar Eerste Provinciale. Na twee seizoenen slaagde men er in 1969 nogmaals in te promoveren naar Vierde Klasse. Opnieuw kende men daar weinig succes, want men strandde weer op de laatste plaats en zakte alweer na amper een seizoen.
Na een seizoen in Eerste Provinciale kon Bomal FC in 1971 voor de derde keer promoveren naar Vierde Klasse. Ditmaal kon men zich daar wel langer dan een seizoen handhaven. Men eindigde er het eerst seizoen in de middenmoot. In het tweede seizoen eindigde men net boven de degradatieplaatsen, maar in het derde seizoen eindigde men weer afgetekend allerlaatste. Bomal FC had in 30 competitiewedstrijden slechts 9 punten gehaald uit 1 overwinning en 7 gelijke spelen. De club zakte zo in 1974 weer naar de provinciale reeksen. De volgende seizoen kon men ditmaal geen snelle terugkeer naar de nationale reeksen afdwingen.
Bomal FC bleef in de provinciale reeksen spelen tot men na meer dan een decennium in 1987 nog eens promotie naar Vierde Klasse behaalde. Het eerste seizoen eindigde men er in de middenmoot, maar in het tweede seizoen eindigde men als voorlaatste en degradeerde men weer naar Eerste Provinciale na een kort verblijf in de nationale reeksen.
De volgende jaren bleef men in de provinciale reeksen, waar men verschillende malen op en neer ging tussen Eerste en Tweede Provinciale. Een laatste promotie van Tweede naar Eerste Provinciale behaalde Bomal RFC in 2013 na het behalen van de titel in Tweede Provinciale. In 2013/14, het eerste seizoen na de terugkeer op het hoogste provinciale niveau, werd men meteen tweede, na kampioen RRC Mormont. Bomal mocht nog naar de provinciale eindronde, maar werd er door RLC Bastogne uitgeschakeld. Ook in 2014/15 eindigde men tweede, nu na kampioen RRC Longlier. Weer mocht men deelnemen aan de provinciale eindronde, maar na winst tegen ROC Meix-devant-Virton werd men er ditmaal door RUS Ethe Belmont uitgeschakeld.
In de zomer van 2015 fusioneerde de club met een andere provinciale club uit de gemeente, RES Durbuysienne, dat bij de KBVB was aangesloten met stamnummer 3008 en zelf in zijn toenmalig vorm uit een fusie ontstaan in 2003. De fusieclub speelde verder als Entente Durbuy met stamnummer 3008 van Durbuysienne. Stamnummer 3205 van Bomal werd geschrapt.